# Onthophagus chalcostolus
Onthophagus chalcostolus är en skalbaggsart som beskrevs av D'orbigny 1902. Onthophagus chalcostolus ingår i släktet Onthophagus och familjen bladhorningar. Inga underarter finns listade i Catalogue of Life.